# Presidentes del Central Uruguay Railway Cricket Club

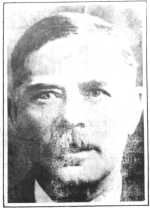
Frank Henderson fue el primer presidente del CURCC

Desde su fundación en 1891 hasta la disolución final del club en 1915, el CURCC tuvo un total de cinco presidentes. El primer presidente fue Frank Henderson, quien además fue el que se mantuvo por más tiempo en el cargo.

## Historia y evolución
Todos sus presidentes fueron de origen británico, y una vez que dejaron el cargo no volvieron a ocuparlo. Cuando el club ganó su segundo campeonato uruguayo en 1901, los dirigentes se adhirieron al duelo ocurrido por la muerte de la Reina Victoria de Inglaterra, por lo que no se festejó el título obtenido.
En un principio, todos los presidentes del CURCC fueron administradores del CUR. El punto de quiebre fue en 1907, cuando llegó desde Inglaterra el nuevo administrador de la empresa, W. Bayne. Asumió su rol bajo la orden del Directorio de la compañía de evitar gastos, y cuando los directivos del CURCC le comunicaron a Bayne que fue elegido como el nuevo presidente del club, no aceptó su cargo. Sus motivos fueron "los continuos gastos que se generaban por roturas de vagones provocados por los hinchas y la ausencia de los obreros-jugadores de los talleres". Desde ese momento, el puesto pasó a ser ocupado por empleados de menor categoría.
En 1902 Tomas Lewis fue nombrado como Secretario Honorario del club, manteniendo sus funciones dentro del equipo hasta 1915.

### Enfrentamientos en la interna y aparición de la polémica
Con el paso de los años, el CURCC entró en decadencia. Grandes enfrentamientos se producían en la interna del club, que en varias ocasiones terminaba con trenes incendiados y heridos durante el traslado a los partidos. Transcurriendo la década de 1910, la Central Uruguay Railway Company, empresa ferroviaria fundadora y administradora del club, empezó a analizar el retiro de la sección fútbol de la práctica oficial, motivado esto por el paulatino abandono de los fines originales de ser un club recreativo para los empleados de la empresa.
A finales de 1913, se produce el hecho en discusión: o ese grupo de socios se pone a cargo de la sección competitiva de fútbol del club bajo una nueva denominación (Peñarol).

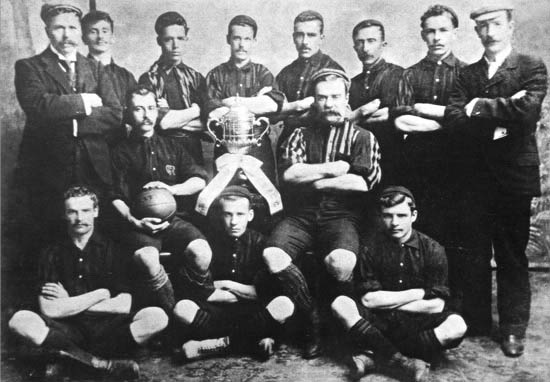
El 2 de junio de 1913, por 25 votos contra 12, los directivos del CURCC rechazaron modificar su nombre para "CURCC (Peñarol)”. Sin embargo, en 1914 la AUF fue notificada y reconoció el cambio de nombre de "CURCC" a "Peñarol". Esta polémica da origen a la discusión del decanato.

Al año siguiente, la AUF fue notificada del cambio de nombre por parte del CURCC hacia Peñarol, cediéndole su lugar para el Campeonato Uruguayo de 1914. En este nuevo año hubo un claro cambio: el club presentó nuevo nombre, nuevas insignias, nuevas autoridades, estatutos e incluso nueva localidad base, ya que CURCC era de Villa Peñarol, mientras que bajo el nombre de C.A. Peñarol se localizaba en Montevideo. Con fecha 13 de abril del mismo año, el Ministerio del Interior le otorga al Club Atlético Peñarol personería jurídica, mencionando la aceptación de la continuidad institucional con el CURCC.
No obstante, desde 1941 y a partir de editoriales publicadas en el diario El País, se comenzó a cuestionar la continuidad jurídica del CURCC y Peñarol, y algunos sectores comenzaron a opinarse que Peñarol constituyó desde un primer momento una entidad totalmente independiente, sin relación alguna con el CURCC, más allá de heredar su tradición.
Cuando Peñarol reformó sus estatutos entre los años 1957 y 1958, el Estado uruguayo aprobó el texto pero aclaró no reconocer ni la antigüedad ni los orígenes del Club Atlético Peñarol. Esta segundo postura es defendida oficialmente por el Club Nacional de Football. A través de la denominada «Comisión del Decanato», señala que el «Club Atlético Peñarol» constituyó desde un primer momento una entidad totalmente independiente, sin relación alguna, más allá de heredar su tradición, con el CURCC fundado en 1891. Afirma que al producirse la separación entre el CURCC y Peñarol se fundó un club nuevo, diferente del anterior, ya que coexistieron por un período de casi dos años, hasta la disolución del CURCC en 1915, y recuerda que el 2 de junio de 1913, por veinticinco votos contra doce, la asamblea del CURCC rechazó una modificación estatutaria por la que el club pasaría a llamarse “CURCC (Peñarol)”.
El CURCC desapareció definitivamente el 22 de enero de 1915, estipulando en su acta de disolución la cesión de parte de sus bienes al Hospital Británico.

## Cronología de presidentes
A lo largo de su historia, el club ha tenido los siguientes presidentes:
| N.º | Presidente       | Período   | Notas                                                            |
| --- | ---------------- | --------- | ---------------------------------------------------------------- |
| 1   | Frank Henderson  | 1891-1899 | Primer presidente. Fue el que estuvo por más tiempo en el cargo. |
| 2   | Frank Hudson     | 1899-1905 | Se conquistó el Campeonato Uruguayo de 1900, 1901 y 1905.        |
| 3   | Roland C.J. Moor | 1906-1908 | Se ganó el Campeonato Uruguayo de 1907.                          |
| 4   | Percy Sedgfield  | 1909-1915 | Último presidente. Se conquistó el Campeonato Uruguayo de 1911.  |

Frank Henderson estuvo al frente del CURCC por nueve años, siendo el presidente que ocupó este cargo por mayor tiempo. Lo siguieron Percy Sedgfield y Frank Hudson con siete años, y Roland Moor con tres años. Todos sus presidentes fueron de origen británico, y una vez que dejaron el cargo no volvieron a ocuparlo.